# 马热斯克
马热斯克（法語：Magescq，法語發音：[maʒɛsk]）是法国朗德省的一个市镇，位于该省西南部，属于达克斯区。

## 地理
马热斯克（43°46'46"N, 1°13'2"W）面积77.12 平方千米，位于法国新阿基坦大区朗德省，该省份为法国西南部沿海省份，是法國本土面积第二大的省，北起吉倫特省，西临大西洋，南至大西洋比利牛斯省，东临热尔省，东北与洛特-加龍省接壤。
与马热斯克接壤的市镇（或旧市镇、城区）包括：卡斯泰茨、埃尔姆、莱昂、里维耶尔-萨斯和古尔比、圣茹尔德马雷讷、圣保罗莱达克斯、苏斯通、梅斯、昂古梅。
马热斯克的时区为UTC+01:00、UTC+02:00（夏令时）。

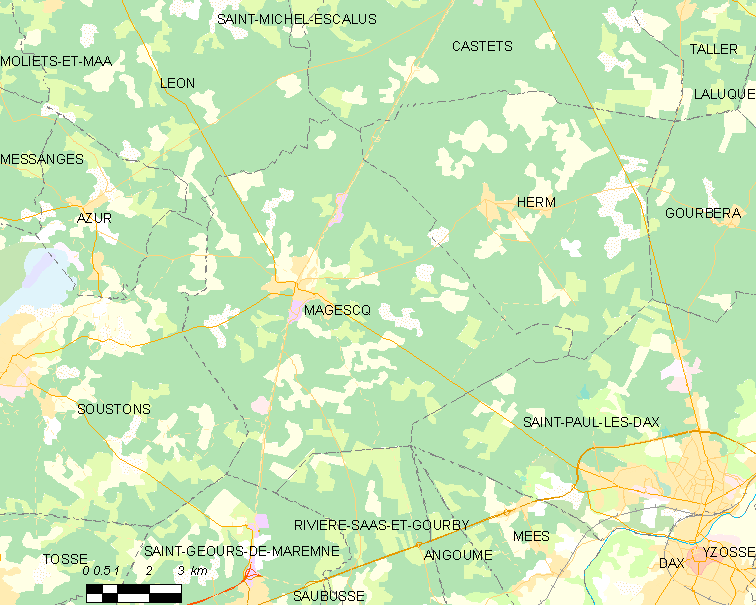
马热斯克的OSM定位图

## 行政
马热斯克的邮政编码为40140，INSEE市镇编码为40168。

## 政治
马热斯克所属的省级选区为马朗桑南县。

## 交通
法国国家A63号高速公路经过境内并设有11号出入口。朗德省省道D16线、D116线和D423线经过境内。

## 人口

1962-2008年间马热斯克人口变化图示

马热斯克于2022年1月1日时的人口数量为2602人。